# 吉田隆司
他花師（たかし、1982年7月3日 - ）は、日本の男性プロレスラー。DRAGON GATE所属。大阪府大阪市出身。YouTuber。血液型A型。

## 経歴
新日本プロレスの入門テストを受けるが、レスリングの経験の無さと身長の低さを理由に不合格。しかしガッツと人並外れたビルドアップされた肉体が、取締役の上井文彦に見出され、ロサンゼルスにある新日本プロレスLA道場へ単身武者修行に送り出される。ロッキー・ロメロとサモア・ジョーに師事。
2004年12月13日、新日本プロレスLA道場大会の対アイスマン戦でデビュー。その後はロサンゼルスのインディー団体を転戦する。
2005年5月14日、新日本プロレス東京ドーム大会で試合前に行われた公開トライアウトを受験したが、不合格。後にDRAGON GATEから声を掛けられ、約1年間の練習生期間を経て再度渡米してDRAGON GATE USAの所属選手第1号となる。
2006年11月10日、DRAGON GATE長野市運動公園総合体育館大会で無国籍ギミックの覆面レスラー「サイバー・コング」として対大野勇樹戦で再デビュー。
2007年1月26日、後楽園ホール大会でマッスル・アウトローズに加入。4月17日、後楽園ホール大会でマッスル・アウトローズを離脱して、アメリカ武者修行から帰国した鷹木信悟とYAMATO、Typhoonから離脱したB×Bハルクと共にNEW HAZARDを結成。
2008年8月31日の博多大会で鷹木の持つオープン・ザ・ドリームゲート王座に初挑戦するが敗北。10月5日の博多大会にて土井成樹&吉野正人の持つオープン・ザ・ツインゲート王座戦に勝利して王座を獲得。10月10日には、YAMATOと組んで鷹木とハンディキャップ・ランバージャックマッチで対戦。
2009年11月15日、首の負傷と精神的不安定を理由にDRAGON GATEを退団。2010年2月7日、DRAGON GATE公式サイトにて「本人の今後の状況を踏まえたうえで再契約を考慮する運び」と発表される。
2011年に望月成晃にBlood WARRIORS対抗ユニットに誘われ加入するが、最初のシフトチェンジでドラゴン・キッドと入れ替わりでBlood WARRIORSに加入。さらに吉野正人が発案した「なにわ式イリミネーションマッチ」の名称をかけた「ノンブレ・コントラ・ノンブレ ～なにわ式イリミネーションマッチ～」（ノンブレは「言葉」を意味する）で勝利し、タイトルを「吉田式イリミネーションマッチ」にし、先攻後攻を決める方法を腕相撲にした。8月21日、博多スターレーン大会で望月成晃の持つオープン・ザ・ドリームゲート王座に挑戦するが、敗北。10月16日、大阪府立体育会館第一競技場で行われた「マスカラ・コントラ・カベジェラ 金網サバイバル6WAYマッチ」で初の金網に挑戦し、40分を超える死闘の末、最後に脱出。最後に残ったYAMATOを丸坊主にした。11月4日、後楽園ホールで行われた「Blood WARRIORS vs JUNCTION THREE 八木パン・サバイバル 敗者ユニット脱落マッチ」でYAMATOに敗れた。12月25日、福岡国際センターで佐々木健介と二度目のシングルマッチを行ったが敗れた。
2012年、望月成晃に「僕にプロレスを教えてください」と懇願する。望月はこれを承諾し共闘へと移っていくが、1月19日、後楽園ホールで行われた「Blood WARRIORS vs JUNCTION THREE 敗者ユニット脱落マッチ」で裏切りBWに電撃加入。この時CIMAを裏切り追放した。その後、戸澤陽らが結成したMAD BLANKEYに加入。12月23日、オープン・ザ・ツインゲートで敗北しMAD BLANKEYを追放される。12月28日、神戸サンボーホール大会で行われた2012年最弱マッチ（2）にて富永千浩と対戦し、三角絞めでレフェリーストップとなり敗戦。"ハリウッド"ストーカー市川に敗れた琴香と共に団体内最弱の称号を得てしまう（2013年最初の大阪大会で、ダークマッチで琴香に勝利したため、最弱はまぬがれた形となった）。同日、メイン終了後の土井吉のマイクパフォーマンス中に現れ、ファンの後押しで団体内最弱の称号を得ることができたと感謝のコメントを発し、さらに唯一流出をしていたオープン・ザ・お笑いゲートへの挑戦を表明。絶対に菊タローからベルトを取り戻すと宣言した。
2013年8月、MAD BLANKEYがウーハー・ネイションを追放したことにより、出戻りという形で再加入。10月6日、YAMATOとハルクと共にオープン・ザ・トライアングルゲート王座を獲得。2014年6月14日には、土井とKzyと共にトライアングルゲート王座を再度獲得した。
2015年5月27日、後楽園ホールにて行われた華名の自主興行「カナプロマニア デザイア」に参戦、高橋匡哉とのタッグでマグニチュード岸和田＆関本大介と対戦。
2017年3月5日、YAMATOの持つドリームゲート王座に挑戦。試合中に自らマスクを外し戦うも敗北。5月5日、愛知県体育館大会「DEAD or ALIVE 2017」のメインイベント「マスカラ・コントラ・カベジェラ5WAYオープン・ザ・ドリームゲート戦」に鷹木信悟、B×Bハルク、土井成樹とともに挑み、暫定挑戦権の証しである金網上のフラッグを最後に獲得。その後、最後の1人まで残り、YAMATOとの王座戦に挑んだが敗れ、マスクを剥がされ、本名、年齢、出身地を明かした。
2018年KING OF GATEではハルク、ビッグR清水、ジェイソン・リーを降し6点で初の決勝トーナメントに上がるも、吉野正人に敗れ決勝戦に進むことはできなかった。12月23日、THE FINAL GATE 2018では7度目となるトライアングルゲート王座を手に入れた。
2019年、全日本プロレスのチャンピオン・カーニバル出場、4勝4敗に終わる。4月16日、R・E・D代表者決定戦の試合後のマイクでEita派から清水派になると宣言。
2021年1月13日、 R・E・D追放。
2025年3月9日、全日本プロレスのユニット北斗軍が春のトライアウトを実施、吉田は「世界のYOSHIDA」としてトライアウトに挑み、大森北斗を降して北斗軍の新メンバーに加わる。その後、北斗軍メンバーであるサイラスの欠場を受けて同年のチャンピオン・カーニバルに出場。しかし真霜拳號からの1勝のみに終わる。5月18日、大森&羆嵐&吉田のトリオで全日本プロレスTV認定6人タッグ王座に挑戦し、高難度の北斗軍スペシャルを成功させるなど貢献してタイトルを獲得した。
同年5月21日、リングネームを「他花師（たかし）」に改名することを発表。

## タイトル歴
DRAGON GATE
- オープン・ザ・お笑いゲート王座
- オープン・ザ・ツインゲート王座
- オープン・ザ・トライアングルゲート王座

全日本プロレス
- GAORA TV チャンピオンシップ
- 全日本プロレスTV認定6人タッグ王座

大阪プロレス
- 大阪タッグ王座

琉球ドラゴンプロレスリング
- 我栄トーナメント 優勝（2022年）

## 得意技
パイナップル・ボンバー
ロープの間を何度も走って助走をつけてから仕掛ける凄まじい威力のラリアット。現在の主なフィニッシャー。
サイバー・ボム
パワーボムのようにリフトアップしてから相手の両手首を掴み、2、3歩走ってからシットダウンする受身の取れない変形パワーボム。叩きつけた後も手首を放さず、そのままフォールに入る。大一番のみ使用するが決まれば勝率は高い。吉田の最上級のフィニッシュホールド。
FPB（ファイナル・パイナップル・ボンバー）
相手の体をリフトアップし、おろすのと同時にパイナップル・ボンバーを叩き込む技。
ファイヤーサンダー
ボディスラムの様に抱え上げて、自分の肩に乗せてからリバース・パイルドライバーの様に落とす技。サイバーボム並の威力を持ち、フィニッシュになる事もある。最近では、このファイヤーサンダーからパイナップル・ボンバーで勝負が決まる事が多い。
ジャック・ハマー
サイバー・カッター
相手をリフトアップし、落とす直前に相手の首を抱えて落とす変形ダイヤモンド・カッター。ジョニー・エースのメキシカン・エース・クラッシャーのようにカウンターで使われるが、相手をその場でリフトアップしておこなう場合もある。技をかける際に技名を叫びながら放つ。
Pクラッシュ
アルゼンチン・バックブリーカーの体勢から回転させてトルネード・ボムのように落とす技。
ネック・マフラー
相手の片足を首の後ろでアルゼンチン・バックブリーカーのように持ち上げ、そのまま相手の体をも持ち上げる。相手は逆片エビ固めのようになったまま持ち上げられる。
ボディー・スプラッシュ
ダッシュして、自分の体全面で相手にぶつかっていく。串刺し式で使われる他、相手がロープに走って振り返る瞬間を狙っての突進は、実況によく「交通事故」と言われる。
ハンマー・パンチラッシュ
ベイダーのベイダーハンマーや、森嶋猛のモリシハンマーと同型の技。自分の腕の内側を、相手の頭部へフック気味に左右連続で叩きつける。「POW!」という独特の叫び声をあげながら放つ。
ダイビング・エルボー・ドロップ
跳躍力のある滞空時間の長いダイビング・エルボー・ドロップを仕掛ける。
パイナップル・ホールド
サイバー・コンビネーション
コーナーにいる相手にコーナー・スプラッシュを決め、一旦距離を取ってから串刺し式パイナップル・ボンバーでも一度攻撃して、ふらつく相手にロープの反動を利用したパイナップル・ボンバーでなぎ倒して倒れた相手に助走をつけてボディプレスを浴びせ、そのままフォールする一連の流れ。
サイバー・コンビネーションver2
サイバー・コンビネーションのようにコーナー・スプラッシュ、串刺し式パイナップル・ボンバーを順に攻撃したあとにサイバー・カッターで相手をマットに叩き付け、倒れたところにロープの反動を利用したボディプレスでのしかかり、そのままフォールをする流れ。
ボディ・ブランチャ
コーナートップからリング外に居る相手にお見舞いする。しかし、最近はやらなくなっている。
STF
足4の字固め
地獄突き
セントーン
主にその場飛び式で使用。「潰れろ！」と叫びながら放つ。
延髄切り
チャンピオン・カーニバル2019の名称で使用。巨体ながら、高い跳躍力で放つ。
パイナップル攻撃
パイナップルを使った凶器攻撃。相手に直接叩き付けたり、パイナップルの表面で相手の顔をこすり付けたりと、さまざまなパターンがある。
パイナップル・ジュース
試合中に「Give me Pineapple」とセコンドの選手に指示し、セコンドが投げ入れたパイナップルを握力で握り潰し、搾った果汁をダウンしている相手の顔面にかける。最後は、パイナップルを引き裂いて四方へ投げる。
地獄突きカーニバル

## エピソード
- 吉野正人の持つオープン・ザ・ドリームゲート王座の挑戦表明した際に吐いた「丸め込みシャラップ」がDRAGON GATE内で大ブレイク。Tシャツが販売される程の名言になった。
- 出身地は大阪府であるがなぜか「北陸の野獣」を自称し石川県金沢市を中心に北陸地方での活動に力を入れており、その甲斐あってかMROテレビにてドラゴンゲートの金沢大会が放送されている。
- 2021年3月25日から自身のYouTubeチャンネル「だーよしチャンネル」を開設した。